# John Pierrakos
John Pierrakos (8 février 1921 - 1er février 2001) est un psychiatre américain.

## Biographie
En 1953, il s'associe avec deux autres adeptes de Wilhelm Reich, Alexander Lowen et William Walling. Ils fondent l'Institute for Bioenergetic Analysis (Institut pour l'analyse bioénergétique) en 1956.
Auteur notamment du Noyau énergétique de l'être humain, il dirige par la suite l'Institute of Core Energetics, à New York.

## Travaux
Reprenant les travaux de Wilhelm Reich sur les blessures existentielles, il en défini huit: abandon, rejet, humiliation, trahison, injustice, intrusion, impuissance, insécurité. Par la suite, Lise Bourbeau, qui s'inspire de Pierrakos, en définit cinq, sans les trois derniers, dans son livre classé meilleures ventes Les 5 blessures qui empêchent d'être soi-même, ces 5 blessures viennent avec 5 masques (trahison-contrôle, injustice-psychorigidité, abandon-dépendance, humilitation-sadisme ou masochisme, rejet-fuite) dont le rôle est justement de masquer la blessure pour la protéger comme un pansement.

## Publications
- Core Energetics, Developing the Capacity to Love and Heal, LifeRhythm, Mendocino, California (1973)John C. Pierrakos, Core Energetics: Developing the Capacity to Love and Heal, Core Evolution Publishing, 2005 (ISBN 978-0-9774394-0-9, lire en ligne)
- The Case of the Broken Heart (1974)John C. Pierrakos, The Case of the Broken Heart, Institute for the New Age of Man, 1974 (lire en ligne)
- The Plight of the Modern Woman (1975)John C. Pierrakos, The Plight of the Modern Woman, Institute for the New Age of Man, 1975 (lire en ligne)
- Human Energy Systems Theory (1976)John C. Pierrakos, Human Energy Systems Theory: History and New Growth Perspectives, Institute for the New Age of Man, 1976 (lire en ligne)
- Eros, Love & Sexuality, The Forces That Unify Man and Woman, LifeRhythm, Mendocino, California (1997)John C. Pierrakos, Eros, Love & Sexuality, The Forces That Unify Man and Woman, Mendocino, California, LifeRhythm, 2001, 123 p. (ISBN 978-0940795211, lire en ligne)